# Vlag van Ceuta

Vlag van Ceuta

De vlag van Ceuta heeft een patroon van acht driehoeken in zwart en wit, de kleuren van de Dominicanenorde. De vlag vertoont grote overeenkomsten met de vlag van Lissabon en het wapen van Portugal, hetgeen verwijst naar de verovering van de stad door de Portugezen in 1415. De vlag is op 13 maart 1995 in gebruik genomen.